# Знаменитые чаи Китая
Знаменитые чаи Китая (кит. 中国名茶) или Десять знаменитых чаёв Китая (кит. 中国十大名茶) — список из десяти наиболее известных в мире сортов китайского чая. Вопреки распространённому мнению, он не является жёстко фиксированным, и различается в зависимости от составителя и места составления. Следующая таблица составлена на основе двадцати подобных списков, в неё помещены лишь те сорта чая, которые упоминаются в этих списках чаще других (не менее чем десять упоминаний из двадцати, при любой конфигурации списков).

## Десять знаменитых чаёв Китая
| Китайское название | Транскрипция       | Количество упоминаний чая в 20 списках | Перевод названия                    | Произрастает в районе города | Провинция | Вид                                    |
| ------------------ | ------------------ | -------------------------------------- | ----------------------------------- | ---------------------------- | --------- | -------------------------------------- |
| 西湖龙井           | Сиху Лунцзин       | 20                                     | Чай «Лунцзин» с озера Сиху          | Ханчжоу                      | Чжэцзян   | Зелёный чай                            |
| 洞庭碧螺春         | Дунтин Билочунь    | 20                                     | Чай «Билочунь» с горы Дунтин        | Сучжоу                       | Цзянсу    | Зелёный чай                            |
| 安溪铁观音         | Аньси Тегуаньинь   | 20                                     | Чай «Тегуаньинь» из уезда Аньси     | Цюаньчжоу                    | Фуцзянь   | Улун (Тегуаньинь)                      |
| 黄山毛峰           | Хуаншань Маофэн    | 17                                     | Чай «Маофэн» с гор Хуаншань         | Хуаншань                     | Аньхой    | Зелёный чай                            |
| 武夷岩茶           | Уи Яньча           | 16                                     | Чай с утёсов гор Уишань             |                              | Фуцзянь   | Улун                                   |
| 君山银针           | Цзюньшань Иньчжэнь | 14                                     | Серебряные иглы с горы Цзюньшань    | Юэян                         | Хунань    | Жёлтый чай                             |
| 祁门红茶           | Цимэнь Хунча       | 12                                     | Красный чай из уезда Цимэнь         | Хуаншань                     | Аньхой    | Красный чай                            |
| 六安瓜片           | Луань Гуапянь      | 11                                     | Луаньские слойки дыни               | Луань                        | Аньхой    | Зелёный чай                            |
| 云南普洱           | Юньнань Пуэр       | 10                                     | Чай «Пуэр» из провинции Юньнань     | Пуэр                         | Юньнань   | Постферментированный чай (скирдование) |
| 白毫银针           | Байхао Иньчжэнь    | 10                                     | Серебряные иглы с белыми ворсинками | Ниндэ                        | Фуцзянь   | Белый чай                              |

## О происхождении сортов чая
Путешественник и фольклорист Расти Квилл, долгое время путешествовал по Китаю, собирая народные предания о чаях, вошедших в десятку самых знаменитых. Среди прочего, ему удалось записать следующие легенды и мифы.

### Лунцзин

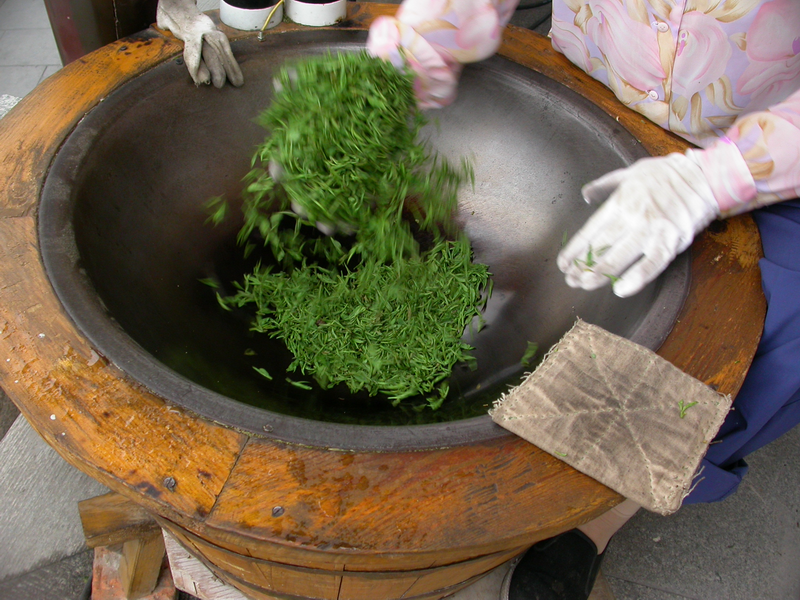
Свежесобранный Лунцзин.

Согласно легенде, сильная засуха свирепствовала в горных районах Пика Льва в Ханчжоу в 250 году нашей эры. Чайные культуры в том году жаждали каждой капли влаги, которая бы упала с неба. Увы, но отсутствие даже капли драгоценной жидкости поставило под угрозу само существование чая. Чтобы не допустить этого, странствующий монах отправился по узким горным тропам, чтобы призвать дракона, жившего у источников, что наполняли их колодцы. Монах молился, чтобы дракон подал людям дождь, чтобы спасти самое драгоценное — урожай чая. Дракон расщедрившись, и, вероятно, также желая испить чаю, удовлетворил просьбу монаха обильным дождём и источник с тех пор никогда не высыхал. По сей день, тот же источник и питает чайные кусты возле Пика Льва и дракон никогда больше не испытывал жажды в его любимом Лун Цзине, — что значит «Колодец Дракона».

### Билочунь
Много веков назад Би Ло Чунь был известен под названием Ся Ша Жэнь Сян (吓杀人香), что означает «Поразительный аромат». Легенда гласит, что сборщики чая ходили среди чайных кустов вблизи города-сада Сучжоу, наполняя свои корзины с особенно хорошим урожаем нежного чая. Омытые туманом с горы, чайные побеги и почки созревали с ароматом персика, абрикоса и сливы, посаженных тут и там посреди чайных кустов. Работники чайных плантаций вскоре переполнили свои корзины до отвала, так как не собирались пропустить ни единого побега из этого прекрасного урожая чая, и натрамбовали столько, сколько они могли в свою туники. Некоторые говорят, что они воровали для себя. Согретый теплом тела и тёплым весенним солнцем, свежий чай начал выделять богатый аромат. Многие были поражены запахом чая.
Позже в конце XVII и начале XVIII века, император Кан Си посетил озеро Тайху в провинции Чжэцзян. Ему были представлены лучшие образцы этого чая. Император был поражен ароматом и чистотой чая и спросил его название. «Поразительный аромат» был ответ хозяина. Император презрительно ответил, что такое название для этого сокровища было бы вульгарным и оскорбительным, и не подходит для такого поразительного чая. Он потребовал чтобы неиспользованные листья были принесены ему для осмотра, после которого он заявил, что более подходящим названием было бы Би Ло Чунь, что значит «Источник у зелёной улитки», поскольку чай был собран у источника на пике Би Ло («Зелёная улитка») горы Дунтин и покатая форма свернувшихся листков чая выглядела как крошечные зелёные улитки.

### Те Гуаньинь

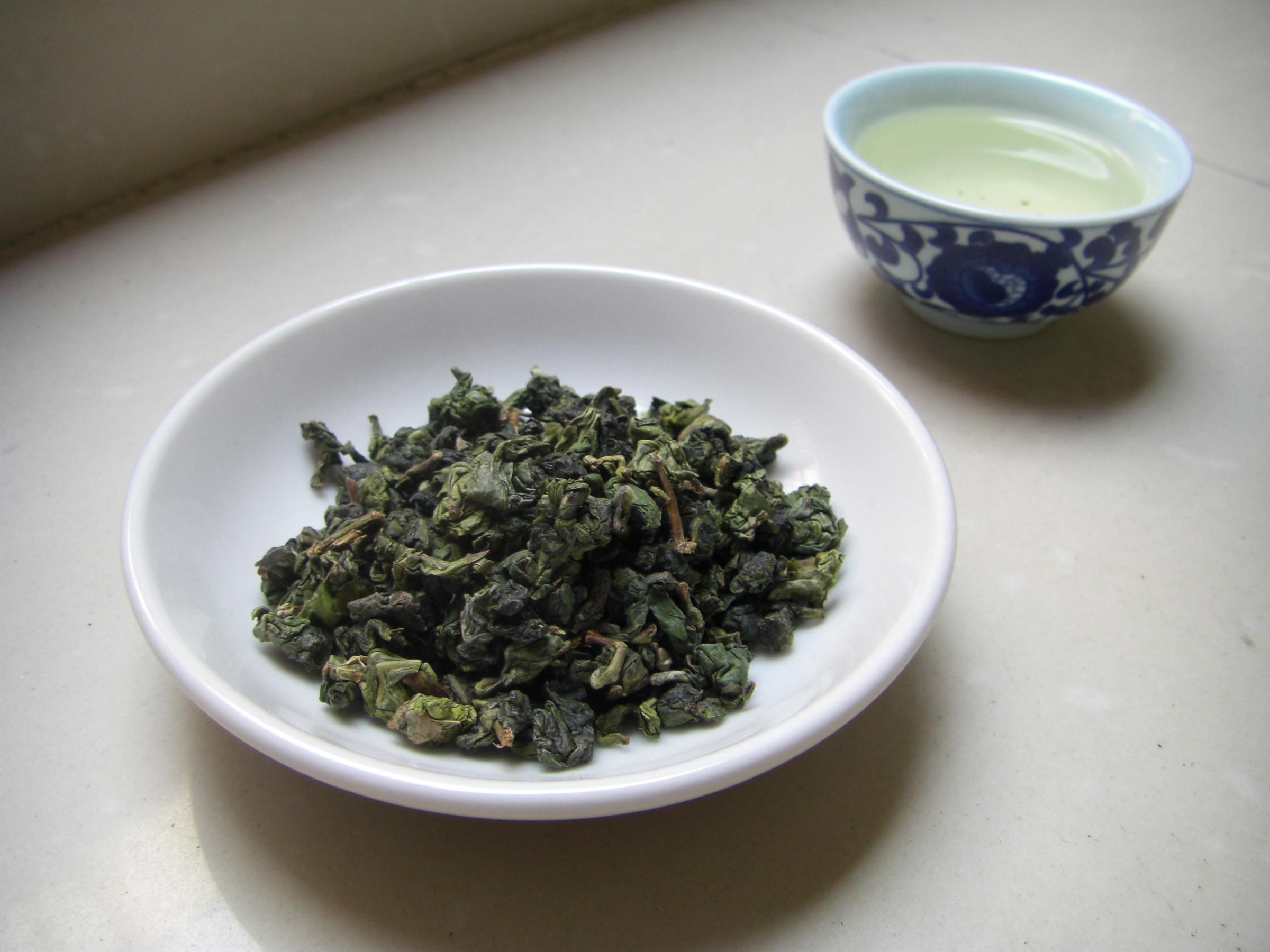
Листья Те Гуанинь

Много веков назад в провинции Фуцзянь старый селянин обходил свои хозяйства, наслаждаясь пением птиц и струйками бьющих поблизости ручьёв. Каждый день он проходил мимо древнего заброшенного храма. При виде этого некогда прекрасного храма в таком виде его сердце наполнялось глубокой печалью, но у него не было средств его отремонтировать. Однажды он решил, что по крайней мере он может подметать и чистить храм, кадя ладаном, и так два раза в месяц он и делал.
В центре этого храма стояла статуя Гуаньинь, которую иногда называют Железной богиней милосердия. По мере того, как каждый раз селянин кадил в храме, статуя казалась всё менее и менее треснувшей и осыпавшейся. Однажды, много лет после того, как он начал уход за храмом, Гуанинь явилась ему во сне. Она была так тронута преданностью селянина к её храму, что подсказала ему заглянуть в пещеры за храм, чтобы найти сокровища, оставленные там для него. Ему было указано разделить этот подарок с другими таким же образом, как он поделился своим временем и усилиями с ней.
Селянин искал эту пещеру в течение нескольких часов, прежде чем нашёл небольшую щель, в которой лежал лишь один чайный побег, который он и превратил в великолепный чайный куст. Чай, произведенный из этого куста, после заварки становился золотисто-коричневой жидкостью с различными ароматами и сладковатым вкусом. Молва распространилась об этом замечательном чае, и провинция Фуцзянь прославилась своим лучшим чаем улун Те Гуаньинь.

### Маофэн
Жёлтые горы провинции Аньхой являются родиной чая с Пушного Пика Жёлтой горы. Парящие скалы устремляются до облаков, насколько может видеть человеческий глаз, с богатой плодородной почвой под ногами, прохладным воздухом, туманом и дождём что остужает воздух. Запах орхидей окружает всё это, как только солнце начинает выглядывать из-за облаков. Это то, что можно увидеть на Жёлтой горе — или Хуан Шань. Как и многие из окрестных горах Горного Китая, Жёлтая гора имеет свою легенду, основанную на житейской трагедии, разумеется.
Молодой человек и красивая молодая девушка с чайной плантации были влюблены друг в друга, но местный тиран поработил её себе в наложницы. Она сбежала, и вскоре узнала, что тиран, в ревности, убил её любимого. Когда она нашла тело своего возлюбленного, брошенное высоко в горах, она плакала над ним и плакала, пока сама не превратилась в дождь, в то время как тело её любимого проросло в землю в чайный куст. Именно так объясняет легенда то, что область, где произрастает этот чай затянута облаками и здесь влажно круглый год, и то, почему Жёлтая гора дарит восхитительный чай Хуаншань Маофен.

### Байхао
Легенда гласит, что император Хуэйцзун настолько был зачарован своей любовью к белому чаю Байхао («Беловорсый») и в своём стремлении испить идеальную его заварку, он так пренебрёг государственными делами своей империи, что прозевал вторжение монгольских орд.

### Пуэр

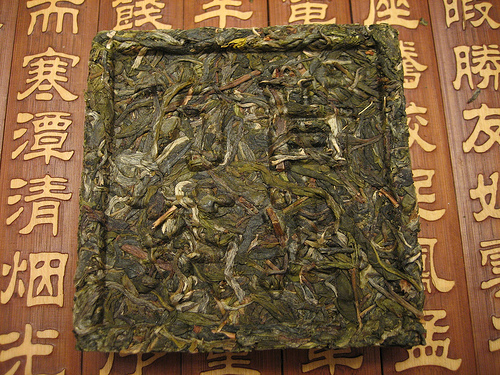
Брикет прессованного Пуэра

История чая Пу Эр («Деревня посреди гор») восходит к Восточной династии Хань (25—220 годы н. э.). Согласно легенде, семена чайного растения, использовавшиеся для выращивания Пуэра, были подарены народу Китая Чжугэ Ляном — премьер-министром государства Шу в период Троецарствия. Он известен также под прозвищем «Чай Праотец». Чжугэ Лян учил народ южной провинции Юньнань искусству сбора и приготовления чая. Считается, что шесть легендарных чайных гор, расположенных к северу от реки Линьцан, были названы в честь шести вещей, оставленных Чжугэ Ляном. Юль (медный гонг), Маньчи (медный питон), Маньчуань (железный кирпич), Йи Бань (деревянная тарелка), Гедень (кожаное стремя) и Манса (мешочек с посевными семенами).
В династии Цин (1644—1911) Пуэр получил такую большую популярность, что более 100 тысяч людей были привлечены к выращиванию чая на горе около города Симао. Пуэр известен своими целебными свойствами, в том числе является самым известным средством от похмелья.